# Лихтенштейн на Олимпийских играх
Спортсмены Лихтенштейна участвуют как в летних, так и зимних Олимпийских играх с 1936 года. Лихтенштейн не принимал участия в летних Играх 1956 и 1980 годов и зимних 1952 года.
Страну на летних Олимпиадах представляли всего несколько спортсменов, никто из них не завоёвывал медали.
Команды на зимних Играх более многочисленны и успешны. На их счету 10 медалей: 2 золотые, 2 серебряные и 6 бронзовых, все в горнолыжном спорте.
Семь из десяти олимпийских медалей Лихтенштейна завоёваны семьёй Венцель. Ханни Венцель выиграла бронзу в Инсбруке в 1976 году, два золота и серебро в Лэйк-Плэйсиде четырьмя годами позднее, её брат Андреас — серебро в Лэйк-Плэсиде и бронзу в Сараево. Дочь Ханни Тина Вайратер завоевала бронзу в 2018 году. Ещё по одной бронзовой награде Лихтенштейну принесли братья Вилли и Пауль Фроммельты.
Лихтенштейн — одна из трёх стран в истории Олимпиад наряду с Австрией и Норвегией, чьи спортсмены на зимних Играх завоевали больше наград, чем на летних. При этом Лихтенштейн является единственной страной, чьи спортсмены выигрывали олимпийские медали только на зимних Олимпийских играх, но ни разу на летних.

### Медалисты зимних Олимпийских игр
| Медаль  | Спортсмен       | Игры             | Вид спорта        | Дисциплина        |
| ------- | --------------- | ---------------- | ----------------- | ----------------- |
| Бронза  | Вилли Фроммельт | 1976 Инсбрук     | Горнолыжный спорт | Слалом            |
| Бронза  | Ханни Венцель   | 1976 Инсбрук     | Горнолыжный спорт | Слалом            |
| Золото  | Ханни Венцель   | 1980 Лейк-Плэсид | Горнолыжный спорт | Гигантский слалом |
| Золото  | Ханни Венцель   | 1980 Лэйк-Плэсид | Горнолыжный спорт | Слалом            |
| Серебро | Ханни Венцель   | 1980 Лэйк-Плэсид | Горнолыжный спорт | Скоростной спуск  |
| Серебро | Андреас Венцель | 1980 Лэйк-Плэсид | Горнолыжный спорт | Гигантский слалом |
| Бронза  | Андреас Венцель | 1984 Сараево     | Горнолыжный спорт | Гигантский слалом |
| Бронза  | Урсула Концетт  | 1984 Сараево     | Горнолыжный спорт | Слалом            |
| Бронза  | Пауль Фроммельт | 1988 Калгари     | Горнолыжный спорт | Гигантский слалом |
| Бронза  | Тина Вайратер   | 2018 Пхёнчхан    | Горнолыжный спорт | Супергигант       |

## Медальный зачёт
| Games                    | Золото        | Серебро       | Бронза        | Всего         |
| ------------------------ | ------------- | ------------- | ------------- | ------------- |
| 1936 Гармиш-Партенкирхен | 0             | 0             | 0             | 0             |
| 1948 Санкт-Мориц         | 0             | 0             | 0             | 0             |
| 1952 Осло                | Не участвовал | Не участвовал | Не участвовал | Не участвовал |
| 1956 Кортина д'Ампеццо   | 0             | 0             | 0             | 0             |
| 1960 Скво-Вэлли          | 0             | 0             | 0             | 0             |
| 1964 Инсбрук             | 0             | 0             | 0             | 0             |
| 1968 Гренобль            | 0             | 0             | 0             | 0             |
| 1972 Саппоро             | 0             | 0             | 0             | 0             |
| 1976 Инсбрук             | 0             | 0             | 2             | 2             |
| 1980 Лейк-Плэсид         | 2             | 2             | 0             | 4             |
| 1984 Сараево             | 0             | 0             | 2             | 2             |
| 1988 Калгари             | 0             | 0             | 1             | 1             |
| 1992 Альбервиль          | 0             | 0             | 0             | 0             |
| 1994 Лиллехаммер         | 0             | 0             | 0             | 0             |
| 1998 Нагано              | 0             | 0             | 0             | 0             |
| 2002 Солт-Лейк-Сити      | 0             | 0             | 0             | 0             |
| 2006 Турин               | 0             | 0             | 0             | 0             |
| 2010 Ванкувер            | 0             | 0             | 0             | 0             |
| 2014 Сочи                | 0             | 0             | 0             | 0             |
| 2018 Пхёнчхан            | 0             | 0             | 1             | 1             |
| 2022 Пекин               | 0             | 0             | 0             | 0             |
| Всего                    | 2             | 2             | 6             | 10            |

### Медали по видам спорта
| Вид спорта        | Золото | Серебро | Бронза | Всего |
| ----------------- | ------ | ------- | ------ | ----- |
| Горнолыжный спорт | 2      | 2       | 6      | 6     |
| Всего             | 2      | 2       | 6      | 10    |